# Visakhapatnam
Visakhapatnam (brittiskt kolonialt namn Waltair) är en hamnstad i den indiska delstaten Andhra Pradesh och är med sina 2,1 miljoner invånare delstatens största stad. Staden ligger 65 mil nordöst om Hyderabad. Ett flertal tunga industrier är verksamma i staden, som har en av Indiens största hamnar och även skeppsvarv. Indiska flottans östra kommando har sin bas i Visakhapatnam. 

## Stadens historia
- 260 f.Kr.: Visakhapatnam blir en del av Ashokas rike.
- 1300-talet: Simhachalamtemplet uppförs.
- Mitten av 1600-talet: Ett faktori byggs av Brittiska Ostindiska Kompaniet
- 1689: Faktoriet besätts av styrkor utsända av Aurangzeb. Britterna drivs bort.
- 1735: Holländarna grundar en koloni.
- 1765: Stormogulen avträder regionen till Brittiska Ostindiska Kompaniet. Den holländska kolonin ersätts av en brittisk.
- 1904: Järnvägen Madras-Calcutta står färdig, med station i Visakhapatnam.
- 1923: Andhra Medical College grundas.
- 1926: Andhra University grundas.
- 1942: Staden bombas av japanskt stridsflyg.
- 1949: Skeppsvarvet Scindia börjar sin verksamhet; förstatligas senare under namnet "Hindustan Shipyard".
- 1957: Ett oljeraffinaderi öppnas av Caltex.
- 1981: Visakhapatnams stålverk öppnar.